# Fritzlar

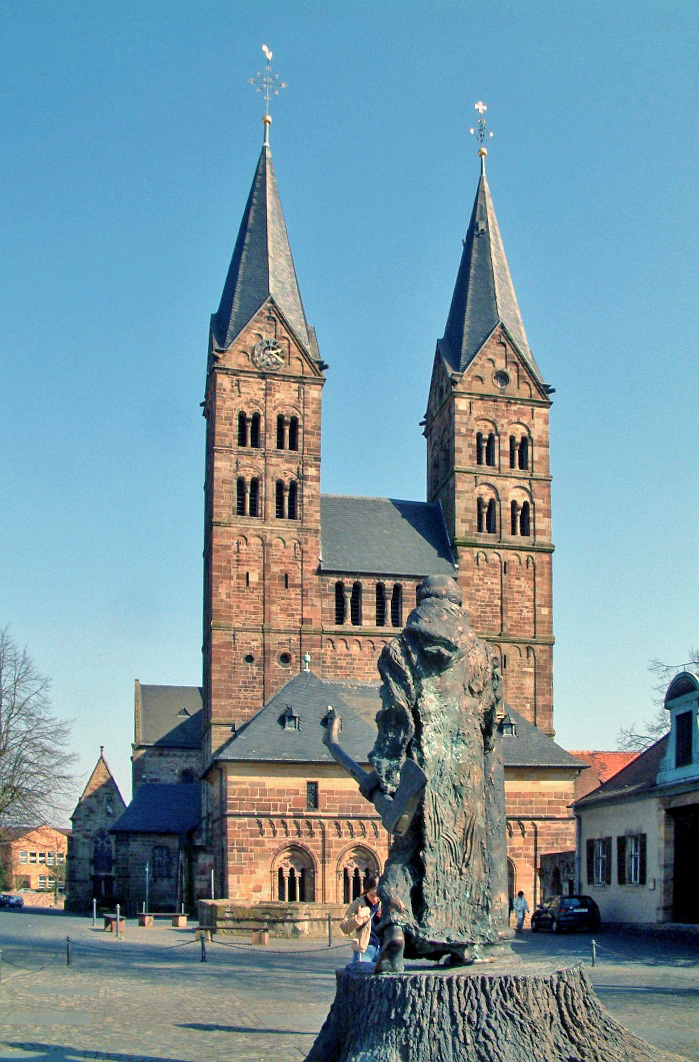
Sint-Petruskerk

Fritzlar is een plaats in de Duitse deelstaat Hessen, gelegen in de Schwalm-Eder-Kreis. De stad telt 14.805 inwoners.

## Geografie
Fritzlar heeft een oppervlakte van 88,79 km² en ligt in het centrum van Duitsland, iets ten westen van het geografisch middelpunt. Fritzlar ligt ten oosten van het bos Kellerwald en ten zuiden van het bos Habichtswald en het Natuurpark Habichtswald waar het park Wilhemshöhe bij hoort. Tot Fritzlar behoort ook de voormalige Waldeckse stad Züschen.

## Geschiedenis
De bouw van een kerkje door Bonifatius wordt beschouwd als beginpunt van Fritzlar. Rond 723/724 liet Bonifatius de voor de Chatten heilige Donareik omhakken en gebruikte het hout voor de bouw van het aan St. Petrus gewijde kerkje. In 732 werden op waarschijnlijk dezelfde plaats een nieuwe kerk en een klooster gebouwd die de voorgangers zijn van de huidige domkerk.
Het klooster ontwikkelde zich tot een belangrijk religieus en wereldlijk kenniscentrum. Karel de Grote bood het klooster bescherming aan en schonk het diverse landerijen. Hij had tevens een palts in Fritzlar. Rondom het klooster ontstond een nederzetting die zich al snel zou ontwikkelen tot een stad. Strategisch gelegen tussen de gebieden van de Franken en de Saksen, op een kruising van wegen, was het een belangrijke stopplaats voor vele vorsten. De stad speelde een grote rol als gastheer van Rijksdagen, Synodes en keizers. Deze ligging leverde ook nadelen op, want regelmatig lag Fritzlar te midden van de strijd tussen Franken en Saksen, tussen religieuze en wereldlijke machthebbers, en tussen katholieke en protestantse vorsten. De stad is vaak belegerd, meerdere keren ingenomen en geplunderd, maar altijd weer opgebouwd.
In de 13e en 14e eeuw speelde Fritzlar een rol in de strijd tussen het aartsbisdom Mainz en het Landgraafschap Hessen. Uiteindelijk verloor Mainz in  1427 de strijd, waarmee de neergang van Fritzlar in gang werd gezet. De reformatie leidde tot verdere problemen, omdat in 1555 bij de Godsdienstvrede van Augsburg werd overeengekomen dat Fritzlar onder Mainz bleef vallen en dus katholiek bleef, terwijl de omliggende streek protestants werd, zodat de stad religieus en economisch geïsoleerd raakte. De stad werd overvleugeld door het nabijgelegen Kassel. Diverse pestepidemieën zorgden voor een verdere bevolkingsafname.
In de Dertigjarige Oorlog wisselde Fritzlar regelmatig van eigenaar. Toen in 1648 de vrede werd getekend, was het inwonersaantal in de 30 oorlogsjaren gedaald van 2400 tot slechts 400. Het duurde nog driekwart eeuw voordat Fritzlar zijn oude inwonersaantal weer had bereikt.
De stad had veel te lijden van de Zevenjarige Oorlog. Diverse mogendheden en vorstendommen bezetten afwisselend de stad. In februari 1761 werd Fritzlar belegerd door Hannoverse troepen, waarbij zware beschietingen werden uitgevoerd. Nadat het Franse bezettingsleger zich had overgegeven, begonnen de overwinnaars met het verlagen van de stadsmuren, maar al snel verlieten ze de stad omdat er een Frans leger in aantocht was. De Fransen gingen in 1762 verder met het verlagen van de stadsmuur en het volstorten van de gracht, en het verwoesten van de wijnranken. Hiermee verloor Fritzlar zijn positie als vesting en als wijnstad.
Van 1807 tot 1813 was Fritzlar onderdeel van het Koninkrijk Westfalen. In 1821 kwam de stad onder het Keurvorstendom Hessen, totdat dit vorstendom in 1866 werd geannexeerd door Pruisen. 
Tijdens de Tweede Wereldoorlog had Fritzlar te kampen met overstromingen in de lager gelegen stadsdelen toen de Geallieerden de dam in de Edersee bombardeerden. Tijdens Pasen 1945 vonden er gevechten plaats tussen Amerikaanse en Duitse troepen waarbij de middeleeuwse brug werd opgeblazen.
In 1974 werd Fritzlar onderdeel van de nieuwe Schwalm-Eder-Kreis.

## Bezienswaardigheden
- Domkerk

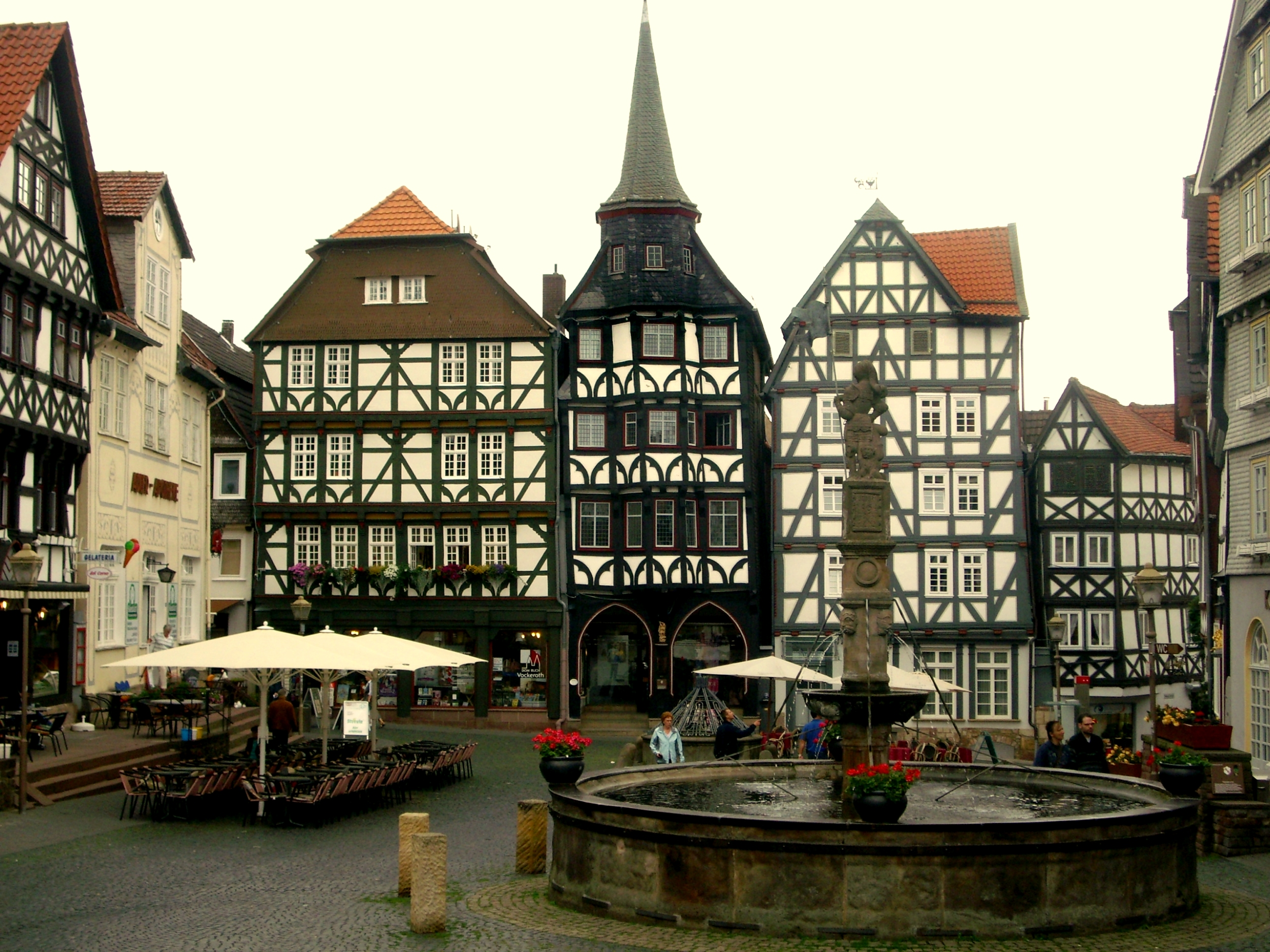
Fritzlar, marktplein met vakwerkhuizen

- Stadsmuren (2,7km lengte) en torens
- Stadhuis (1109)
- Marktplatz
- Vakwerkhuizen